# Игуманија Фотина (Хасл)
Фотина Хасл (Сурдулица, 19. септембар 1962) православна је монахиња и игуманија Манастира Бешка.

## Биографија
Игуманија Фотина (Хасл) рођена је 19. септембара 1962. године у Сурдулици, где је завршила Филозофски факултет смер дипломирани психолог.
Замонашена је 30. априла 1992. године у Манастиру Ждребаонику од стране митрополита црногорско-приморског Амфилохија а пре тога је била у сестринству Манастира Дуга Морачка.
Одликована је звањем игуманије од архиепископа цетињског митрополита црногорско-приморског др Амфилохија (Радовићa) 2007. године на Васкрсни уторак. Настојатељица Манастира Бешке је од 28. јуна 2004. године.